# Crwth

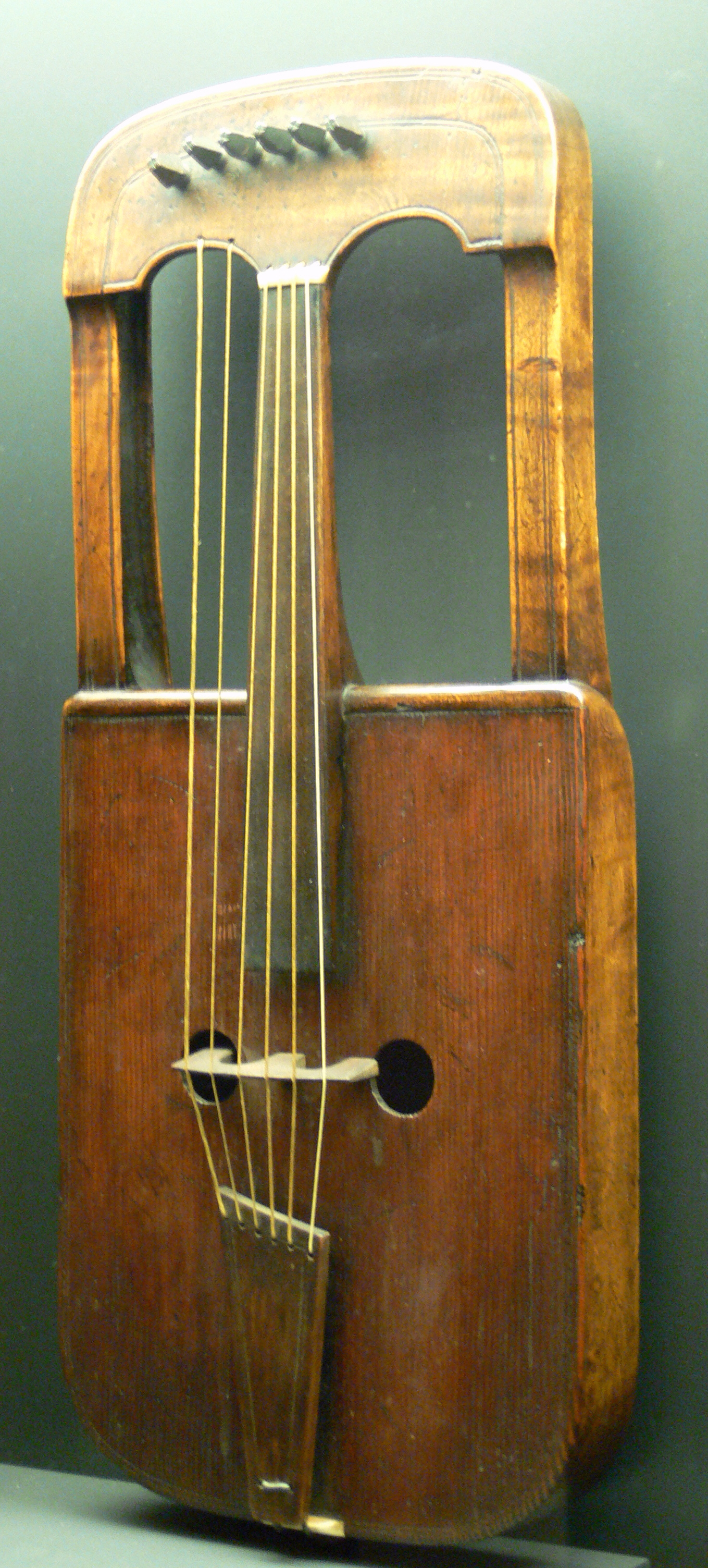
Crwth, Wales, erstes Viertel des 19. Jahrhunderts (Reiss-Engelhorn-Museen Mannheim)

Crwth, walisisch, [kruːθ], irisch crot, cruit, mittelenglisch crouthe, crowd(e), ist eine keltische, vor allem walisische mittelalterliche Leier mit Griffbrett. Im frühen Mittelalter wurde die crwth gezupft und vermutlich ab dem 11. Jahrhundert mit dem Bogen gestrichen. Verwandte Leiern auf dem europäischen Festland hießen gallisch crotta und althochdeutsch rotta, deren Besaitungen in einer musiktheoretischen Schrift von Notker III.  (11. Jahrhundert) behandelt wird.

## Herkunft und Bauform
Die crwth erfreute sich im Mittelalter großer Beliebtheit und drang über den keltischen Siedlungsbereich hinaus bis nach Nordeuropa vor. Die Crwth wurde wie eine antike Leier zunächst gezupft. Spätestens ab dem 11. Jahrhundert besaß die crwth ein Griffbrett und einen runden Steg. Seitdem wurde sie mit einem Pferdehaarbogen gestrichen. Andere europäische Streichinstrumente wie die Rotte, die schwedische Stråkharpa (talharpa) und die finnische jouhikko stammen wohl von ihr ab. Eine crwth aus dem 19. Jahrhundert hat sechs Saiten, zwei davon liegen links außerhalb des Griffbretts und sind nur Bordunsaiten. Diese beiden Saiten können durch ihre Positionierung auch gezupft werden.
Die crwth kam im 17. Jahrhundert außer Gebrauch, allein in Wales hielt sie sich noch einige Zeit. Die ältesten erhaltenen Instrumente sind drei walisische crwth aus dem 18. Jahrhundert, die in Museen in Cardiff, Aberystwyth und Warrington ausgestellt sind. Erst in den letzten Jahren wurde die Crwth im Zuge der Wiederbelebung keltischer Folklore wieder rekonstruiert und gespielt. Verschiedene Weiterentwicklungen der historischen crwth werden in der anthroposophischen Musiktherapie eingesetzt.
Die Stimmung der crwth ist nicht eindeutig überliefert. Sie wird heute meist in 'G' gestimmt: g, g1, c1, c2, d1, d2. Die Mensur beträgt zwischen 39 und 42 cm. Ihr Klang wird als warm, erdig und angenehm beschrieben.
Von der crwth ist der Familienname Crowther abgeleitet. Nach dem Instrument ist auch das Musiktheaterkollektiv „CRwTH“ des französischen Komponisten François Sarhan benannt.